# Mory (Pas-de-Calais)
Mory település Franciaországban, Pas-de-Calais megyében. Lakosainak száma 302 fő (2022. január 1.). Mory Saint-Léger, Béhagnies, Beugnâtre, Écoust-Saint-Mein, Ervillers, Favreuil, Sapignies és Vaulx-Vraucourt községekkel határos.

## Népesség
A település népességének változása:
| Lakosok száma | 331  | 322  | 319  | 309  | 307  | 307  | 308  | 305  | 302  |
|               | 2013 | 2015 | 2016 | 2017 | 2018 | 2019 | 2020 | 2021 | 2022 |